# Gerard Soete
Gerard Soete (Pittem, 29 januari 1920 – Brugge, 9 juni 2000) maakte carrière bij de koloniale politie in de toenmalige Belgische kolonie Congo. Hij was koloniaal, schrijver en collegeleraar. Soetes bekendheid nam in 1999 toe, een jaar voor zijn dood, toen bekend werd dat hij betrokken was geweest bij de nasleep van de moord op Lumumba, waarbij hij het stoffelijk overschot uit de weg had geruimd.

## Carrière in Congo
Gerard Soete was, na studies Germaanse talen, in 1946 naar Congo vertrokken en werd er lid van de politie in Elisabethstad (tegenwoordig Lubumbashi), waar hij zijn loopbaan eindigde met de graad van inspecteur-generaal van de politie in Katanga.

### Moord op Lumumba
In 1960 werd de Belgische kolonie Congo onafhankelijk. Vrij snel ontstonden er meningsverschillen tussen president Joseph Kasavubu en premier Patrice Lumumba en brak er in Congo een burgeroorlog uit. In 1961 werd Lumumba vermoord, samen met zijn politieke medestanders, minister van Binnenlandse Zaken Maurice Mpolo en Senaatsvoorzitter Joseph Okito. De Katangese minister van Binnenlandse Zaken Godefroid Munongo had enkele Belgische koloniale politiefunctionarissen met de executie belast.
In 1961 kreeg Soete opdracht om de lijken van Lumumba, Mpolo en Okito op te graven en ze definitief te laten verdwijnen. Soete en zijn broer zaagden de lijken met een beugelzaag in stukken en lieten ze in zwavelzuur oplossen. Tijdens deze opdracht wrong Soete twee snijtanden uit Lumumba's kaak, die hij als bewijsstuk (of souvenir?) bij zich hield.
In januari 2016 werd een tand waarvan werd beweerd dat hij afkomstig was van het lichaam van Lumumba, in het huis van Soetes dochter Godelieve in beslag genomen. Vier jaar later oordeelde een Belgische rechter dat België de tand moet teruggeven. In december 2020 verklaarde de Congolese president Félix Tshisekedi dat de tand in 2021 naar Congo zal terugkeren en dat Lumumba een fatsoenlijke begrafenis zal krijgen.

## De Wittes publicatie
In 1999 publiceerde de Vlaamse socioloog Ludo De Witte het boek De Moord op Patrice Lumumba, waardoor de zaak weer onder de aandacht kwam. De Witte had onder meer Soete geïnterviewd, die nu openlijk toegaf niet bij de moord zelf, maar bij de afwikkeling ervan betrokken te zijn geweest. Ook verklaarde hij geen spijt te hebben van de moord, omdat hij Lumumba als een gevaar beschouwde.
In zijn boek De moord op Patrice Lumumba (1999) beweert auteur Ludo De Witte dat de Belgische politiecommissaris Frans Verscheure de gevangenen naar hun executieplek leidde. Politiefunctionaris Julien Gat beval de soldaten om te vuren.
De publicatie van De Wittes boek zorgde voor een diplomatieke crisis tussen België en Congo, waarna de Belgische minister van Buitenlandse Zaken, Louis Michel, een onderzoekscommissie liet samenstellen om de moord op Lumumba en de rol die België hier destijds bij speelde onder de loep te nemen. Soete, die had toegegeven dat hij Lumumba's snijtanden nog steeds in zijn bezit had, werd nu gevraagd om deze bewijsstukken in te leveren. Hij beweerde hierop echter dat hij ze enkele dagen eerder tien mijl buiten de kust in de Noordzee had geworpen.

## Verdere leven
Soete bleef nog tien jaar in Congo en was er actief onder het regime van Mobutu Sese Seko. In 1972 verhuisde hij naar Brugge en werd er tot aan zijn pensioen leraar (Nederlands, Engels, Duits, Frans) in de middelbare afdeling van het Sint-Leocollege.
Via zijn dochter Fabienne is hij grootvader van radiopresentatrice Julie Van den Steen.

## Overlijden
Soete stierf in zijn huis in Sint-Kruis in 2000. Volgens zijn dochter Godelieve Soete was hij "geëxecuteerd omwille van wat hij destijds in Congo heeft gedaan. Een lid van commissie-Lumumba heeft me dat ook met zoveel woorden gezegd." Er zijn hiervan echter geen aanwijzingen gevonden. Officieel overleed hij aan een hartstilstand en werd een paar dagen na zijn overlijden door een van zijn dochters gevonden.
Hij maakte niet meer mee dat de Belgische regering in 2001 officieel haar excuses aanbod aan de Congolese regering vanwege haar betrokkenheid bij de moord op Lumumba.

## Auteur
Soete was actief als romanschrijver en als auteur van non-fictie over het koloniale leven in Congo. In zijn roman De arena (1978) beschrijft hij de moord op Lumumba in al haar gruwelijke details.
Soete publiceerde ook onder het pseudoniem Geert Van Puthen.
In 1980 kreeg hij de provinciale romanprijs van West-Vlaanderen voor zijn onuitgegeven roman Stad van bordelen en kathedralen.
Naast zijn boeken schreef hij heel wat artikels die verschenen in het in Brugge uitgegeven cultureel maandblad Kruispunt.

## Publicaties

### Boeken
- De achterhoede, Brugge, Darthet, 1967 (onder pseudoniem Geert Van Puthen)
- Negropolis, Brussel, Reinaert, 1971 (onder pseudoniem Geert Van Puthen)
- De stroom, of handleiding voor een revolutie, Zele, Reinaert, 1976
- Keerverbod, Brugge, Orion, 1976
- De arena: het verhaal van de moord op Lumumba, Brugge, Raaklijn, 1978
- De afrekening, Nijmegen, Gottmer, 1980
- Hotel Roze uren, Brecht, De Roerdomp, 1985
- De grijshemden, Antwerpen, Standaard, 1988
- De gekke monnik, Leuven, De Clauwaert, 1991 (historische roman over Hugo Van der Goes).
- Het einde van de grijshemden: onze koloniale politie, Zedelgem, Flandria Nostra, 1993
- Burenpsalm, Zedelgem, Flandria Nostra, 1993

### Tijdschriftenartikels inKruispunt
- Exotisch decor, 1996, blz. 158-161
- Acculturatie, 1997, blz. 220-222
- Ongeremde fantasie, 1997, blz. 266-268, over de koning van de Kuba, of de zwarte bijbel
- Op zoek naar onszelf ?, 1998, blz. 222-225